# Journal of International Business Studies
Journal of International Business Studies (JIBS) ist eine neunmal jährlich erscheinende wissenschaftliche Zeitschrift zu betriebswirtschaftlichen Themen mit einem Schwerpunkt auf internationalen Themen.

## Redaktion
Die Redaktion besteht aus dem Chefredakteur John Cantwell (Rutgers University), der stellvertretenden Chefredakteurin Mary Yoko Brannen (University of Victoria und INSEAD), der geschäftsführenden Redakteurin Anne Hoekman (Michigan State University) und dem Reviewing Editor Alvaro Cuervo-Cazurra (Northeastern University). Sie werden von einem zehn-köpfigen Team von regionalen Redakteuren unterstützt.

## Rezeption
Das Zeitschriften-Ranking VHB-JOURQUAL 2.1 (2011) stuft die Zeitschrift in die obere Kategorie A ein. Der Thomson Reuters Impact Factor lag 2012 bei 3,062. In der Statistik des Social Sciences Citation Index wurde die Zeitschrift mit diesem Impact Factor an 16. Stelle von 116 Journals in der Kategorie Business und an 25. Stelle von 174 Zeitschriften in der Kategorie Management geführt.